# Hretschani Pody
Hretschani Pody (ukrainisch Гречані Поди; russisch Гречаные Поды Gretschanyje Pody) ist ein Dorf im Südwesten der ukrainischen Oblast Dnipropetrowsk mit etwa 500 Einwohnern.
Das Dorf wurde 1927 als Neu-Liebental gegründet und liegt westlich der ukrainischen Nationalstraße N 23, 17 Kilometer südöstlich der Rajonshauptstadt Krywyj Rih und 139 Kilometer südwestlich der Oblasthauptstadt Dnipro, die ehemalige Rajonshauptstadt Schyroke befindet sich 18 Kilometer südwestlich. Bis zum 19. Mai 2016 trug der Ort in Anlehnung an die kommunistische Politikerin Rosa Luxemburg den ukrainischen Namen Rosy Ljuksemburh (Рози Люксембург).

## Verwaltungsgliederung
Am 12. September 2016 wurde das Dorf zum Zentrum der neugegründeten Landgemeinde Hretschani Pody (Гречаноподівська сільська громада/Hretschanopodiwska silska hromada). Zu dieser zählten auch die 12 in der untenstehenden Tabelle aufgelisteten Dörfer, bis dahin bildete es zusammen mit den Dörfern Kalyniwka, Krasnyj Pid, Myroljubiwka, Swystunowe und Trudoljubiwka die gleichnamige Landratsgemeinde Hretschani Pody (Гречаноподівська сільська рада/Hretschanopodiwska silska rada) im Osten des Rajons Schyroke.
Am 18. Juni 2018 kamen noch die 2 Dörfer Nowe Schyttja und Oleksandriwka zum Gemeindegebiet.
Am 17. Juli 2020 kam es im Zuge einer großen Rajonsreform zum Anschluss des Rajonsgebietes an den Rajon Krywyj Rih.
Folgende Orte sind neben dem Hauptort Hretschani Pody Teil der Gemeinde:
| Name                     | Name          | Name                          |
| ukrainisch transkribiert | ukrainisch    | russisch                      |
| ------------------------ | ------------- | ----------------------------- |
| Kalyniwka                | Калинівка     | Калиновка (Kalinowka)         |
| Krawzi                   | Кравці        | Кравцы (Krawzy)               |
| Krasnyj Pid              | Красний Під   | Красный Под (Krasny Pod)      |
| Krjaschowe               | Кряжове       | Кряжевое (Krjaschewoje)       |
| Myroljubiwka             | Миролюбівка   | Миролюбовка (Miroljubowka)    |
| Nowe Schyttja            | Нове Життя    | Нове Життя (Nowe Schittja)    |
| Oserne                   | Озерне        | Озёрное (Osjornoje)           |
| Oleksandriwka            | Олександрівка | Александровка (Aleksandrowka) |
| Podowe                   | Подове        | Подовое (Podowoje)            |
| Polohy                   | Пологи        | Пологи (Pologi)               |
| Stepowe                  | Степове       | Степовое (Stepowoje)          |
| Swystunowe               | Свистунове    | Свистуново (Swistunowo)       |
| Trudoljubiwka            | Трудолюбівка  | Трудолюбовка (Trudoljubowka)  |
| Wodjane                  | Водяне        | Водяное (Wodjanoje)           |